# NGC 3737
NGC 3737 (również PGC 35840 lub UGC 6563) – galaktyka soczewkowata (SB0), znajdująca się w gwiazdozbiorze Wielkiej Niedźwiedzicy. Odkrył ją William Herschel 14 kwietnia 1789 roku.